# Bălteni (Vaslui)
Bălteni é uma comuna romena localizada no distrito de Vaslui, na região de Moldávia. A comuna possui uma área de 32.31 km² e sua população era de 1584 habitantes segundo o censo de 2007.